# يوم إحياء ذكرى جميع ضحايا الحرب الكيميائية
يوم إحياء ذكرى جميع ضحايا الحرب الكيميائية هو حدث للأمم المتحدة، يُقام في 30 نوفمبر من كل عام، أقرته الجمعية العامة للأمم المتحدة منذ عام 2005، تكريمًا لضحايا الحرب الكيماوية، وكذلك للتأكيد على التزام منظمة حظر الأسلحة الكيميائية بالقضاء على تهديد الأسلحة الكيميائية.

## وصلات خارجية
- الموقع الرسمي.